# Max Born-Medaille
Die „Max Born-Medaille für Verantwortung in der Wissenschaft“, kurz „Max Born-Medaille“ bzw. Max-Born-Medaille, wurde 1972 von der Gesellschaft für Verantwortung in der Wissenschaft in Erinnerung an den Physiker Max Born gestiftet. Mit der Medaille wurden Persönlichkeiten geehrt, die sich besondere Verdienste um die Verantwortung der Wissenschaft erworben haben, zuletzt 2004.

## Preisträger
- 1972: Ernst Brüche
- 1974: Viktor Paschkis
- 1981: Bernhard Hassenstein
- 1982: Eduard Pestel
- 1986: Hans Sachsse
- 1990: Hans Mohr
- 1991: Hans-Joachim Elster
- 1993: Werner Luck
- 2004: Fritz-Joachim Schütte